# Elena Hartmann
Elena Hartmann (12 december 1990) is een Zwitsers wielrenster die anno 2025 rijdt bij de wielerploeg CERATIZIT Pro Cycling Team.

## Carrière
Op 25-jarige leeftijd begon Hartmann met het beoefenen van triathlon. De wielersport was hierbij haar favoriete onderdeel. In 2021 nam ze voor het eerst deel aan het nationaal kampioenschap tijdrijden, hier werd ze vijfde. Een jaar later werd ze verrassend nationaal kampioen tijdrijden. De twee volgende edities prolongeerde ze haar titel. In 2023 leverde haar dit een profcontract op bij Israel Premier Tech Roland. In 2024 zegevierde ze meermaals in El Salvador. Zo won ze etappes en het eind- en bergklassement in de Ronde van El Salvador en de eerste editie van de Grand Prix Presidente.
Naast haar carrière als wielrenster is ze ook werkzaam als politieagent.

## Overwinningen
2022
 Zwitsers kampioen tijdrijden, elite
2023
Ronde van Berlijn
 Zwitsers kampioen tijdrijden, elite
2024
Grand Prix Presidente
Proloog en 1e etappe Ronde van El Salvador
Eind- en bergklassement Ronde van El Salvador
 Zwitsers kampioen tijdrijden, elite
2025
Eindklassement Ronde van El Salvador

### Resultaten in voornaamste wedstrijden
| Jaar | Ronde van Italië | Ronde van Frankrijk | Ronde van Spanje |
| ---- | ---------------- | ------------------- | ---------------- |
| 2023 |                  | 79e                 |                  |
| 2024 | opgave           |                     | opgave           |
| 2025 | 32e              | 49e                 |                  |

| Jaar | Milaan-San Remo |  | WK op de weg |
| ---- | --------------- |  | ------------ |
| 2023 |                 |  |              |
| 2024 |                 |  | 40e          |
| 2025 | 46e             |  |              |

## Ploegen
- 2023 –  Israel Premier Tech Roland Development (tot en met 31 mei)
- 2023 –  Israel Premier Tech Roland (vanaf 1 juni)
- 2024 –  Roland
- 2025 –  CERATIZIT Pro Cycling Team (vanaf 14 maart)

Baur · Buch  · Coles-Lyster (vanaf 4/5) · Collinelli · Delbaere · Dronova-Balabolina · Eklund · Griffin · Hartmann (vanaf 1/6) · Kiesenhofer (vanaf 31/1) · 
Magri · Nguyễn · Pirrone · Sharpe (vanaf 1/6) · Stannard (vanaf15/4) · Steels · Vieceli
Christofórou · Coles-Lyster · Collinelli · Dronova-Balabolina · Eklund · Grinczer · Hartmann · Kiesenhofer · Nguyễn · Pirrone · Swinkels · Vettorello
Alonso · Brauße · Burlová · Van Dam · Eberle · Fiorin · Hartmann (vanaf 14/3) · Hashimi · Hengeveld · Jaskulska · Miermont · Le Mouel · De Zoete · Zsankó